# White Room
«White Room» («Белая комната») — песня британской рок-группы Cream, записанная ими для своего третьего альбома Wheels of Fire, выпущенного в июле 1968 года. В сентябре того же года эта песня (в несколько укороченном варианте) была выпущена в США в виде сингла с композицией «Those Were the Days» на второй стороне, а в январе 1969 года в полном виде в виде сингла в Великобритании.
Авторы песни — басист группы Cream Джек Брюс (ему же принадлежит ведущий вокал) и поэт-песенник Пит Браун. Кроме того, в записи принял участие продюсер группы Феликс Паппаларди (альт).

## История создания и записи
Как утверждают, запись песни «White Room» началась в июле 1967 года в Лондоне на первой студийной сессии для тогда ещё не имевшего названия будущего третьего альбома группы Cream. Работа продолжилась на студии Atlantic Studios в Нью-Йорке в декабре и завершилась во время трёх сессий в феврале, апреле и июне следующего, 1968 года, также в Atlantic Studios

## Исполнения и признание
В 2004 году журнал Rolling Stone поместил песню «White Room» в исполнении группы Cream на 367 место своего списка «500 величайших песен всех времён». В списке 2011 года песня находится на 376 месте.
Концертное исполнение этой песни 1968 года вошло в альбом Live Cream Volume II, выпущенный уже после распада группы, в 1972 году. Впоследствии Эрик Клэптон исполнял её на концертах, в том числе, на концерте американской певицы Шерил Кроу, изданном на альбоме Sheryl Crow and Friends: Live from Central Park (1999).
Песня была использована в фильме «Джокер» (2019). Также кавер-версия этой песни включена в альбом Deep Purple Turning to Crime (2021).

## Чарты
| Чарты(1968—1969)         | Высшая позиция |
| ------------------------ | -------------- |
| Australian Go-Set Chart  | 1              |
| Austrian Singles Chart   | 19             |
| Canadian RPM Top Singles | 2              |
| UK Singles Chart         | 26             |
| U.S. Billboard Hot 100   | 6              |
| US Cashbox Top Singles   | 5              |

## Участники записи
- Эрик Клэптон — гитара и ритм-гитара
- Джек Брюс — вокал, бас-гитара
- Джинджер Бейкер — ударные, перкуссия
- Феликс Паппаларди — альт